# Pornic
Pornic é uma comuna francesa na região administrativa do País do Loire, no departamento de Loire-Atlantique. Estende-se por uma área de 94.2 km². Em 2010 a comuna tinha 16 002 habitantes (densidade: 169,9 hab./km²).